# Central Intelligence Organization
Central Intelligence Organisation (CIO) er Zimbabwes nationale efterretningstjeneste eller “hemmelige politi”. Det blev dannet i Rhodesia efter ordre fra premierminister Winston Field i 1963 efter opløsningen af Føderationen af Rhodesia og Nyasaland.
Zimvigil i Storbritannien har offentliggjort en liste over CIO og ZRP-individer, hvis navne oftest er blevet nævnt af MDC-medlemmer som har været arresteret og tortureret.

## Fodnoter
1. ↑  "Rogues' Gallery | Vigil Core Information". Arkiveret fra originalen 26. oktober 2008. Hentet 15. februar 2010.

17°48′S 31°06′Ø / 17.8°S 31.1°Ø